# إدوارد كوفمان
إدوارد كوفمان (بالألمانية: Eduard Kaufmann)‏ هو طبيب ألماني، ولد في 1860 في بون في ألمانيا، وتوفي في 15 ديسمبر 1931 في غوتينغن في ألمانيا.